# Arvid Damm

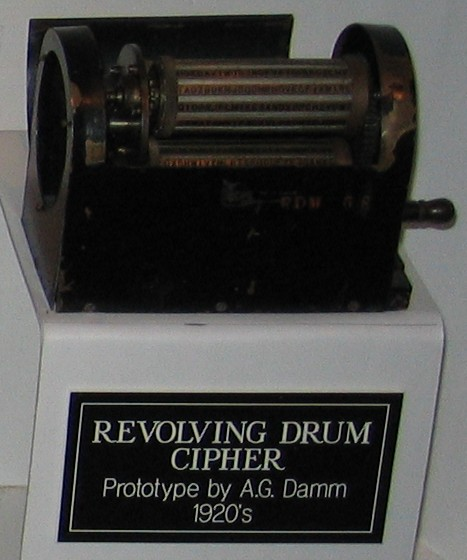
En prototyp av en av Damms kryptomaskiner.

Arvid Gerhard Damm, född 27 maj 1869 i Angereds församling, Älvsborgs län, död i början av 1927, var en svensk uppfinnare av krypteringsmaskiner. Han och hans bror Ivar Damm konstruerade ett antal kryptomaskiner och var en av de tidiga uppfinnarna av rotormaskinsprincipen för maskinkryptering. Hans företag Aktiebolaget Cryptograph, som grundades 1916, och var en föregångare till Crypto AG. Vid bildandet hade han stöd av kommendörkapten Olof Gyldén, son till astronomen Hugo Gyldén.
Brodern Ivar Damm (1862–1917) hade 1896 disputerat vid Uppsala universitet och var lektor i matematik och fysik vid högre allmänna läroverket i Gävle. Strax före Ivars död 1917 gav bröderna ut den lilla skriften Kryptografins grunder.
Arvid Damm, som ursprungligen var textilingenjör, var underlärare vid Lenningska vävskolan i Norrköping och senare föreståndare för vävskolan i Borås. I sistnämnda stad startade han 1894 Borås Konst Damast Väfveri, A.G. Damm, men blev 1897 disponent för Tammerfors Väfveriaktiebolag i Tammerfors. År 1903 var han bosatt i Berlin och 1904 i Paris, där han verkade som uppfinnare inom det textila området.
Damm har beskrivits som en bohem. I Finland hade han förälskat sig i en ungersk cirkusprinsessa i ett kringresande cirkussällskap och ingått ett falskt äktenskap med henne där en av Damms vänner utgav sig vara präst. När han senare ville "skiljas"  från henne och dessutom riktade falska anklagelser om att hon var spion, avslöjades Damms falsarier av Olof Gyldén, vilket ledde till en brytning mellan affärskollegorna.
Damm hade många kryptografiskt goda idéer och ansökte bland annat om svenskt patent (nummer 52279) på en rotormaskin 10 oktober 1919, vilket ledde till "elektrokryptografen" B1. Sammanlagt sex olika prototyper av kryptomaskiner utvecklades inom AB Cryptograph under Damms ledning, men de stannade på prototypstadiet, bland annat på grund av att de var mekaniskt otillförlitliga, och Damm lyckades aldrig sälja några maskiner. 1921 var företaget därför på konkursens brant. I detta skede trädde Karl Wilhelm Hagelin in som delägare. Hans son, ingenjören Boris Hagelin, kom in i företaget 1922 och tog över ledningen av det 1925 i samband med att Damm flyttade till Paris.
Under Hagelins ledning kom företaget att ta fram fungerande och säljande kryptomaskiner, baserade på Damms idéer. Bland annat framtogs en förenklad men fungerande version av Damms B1 under beteckningen B21 och såldes till svenska Generalstaben, trots att Damm blev upprörd över de genomförda förenklingarna.